# Friedrich Bassler

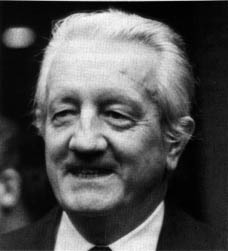
Friedrich Bassler

Friedrich Bassler (* 21. Juni 1909 in Karlsruhe; † 7. September 1992 in Freiburg im Breisgau) war ein deutscher Wasserbauingenieur.
Von 1961 bis 1977 war er Direktor des Instituts für Wasserbau und Wasserwirtschaft an der Technischen Hochschule Darmstadt. Bassler entwickelte von 1964 bis 1973 das hydro-solare Energie-Projekt Qattara-Senke weiter. Er leitete das für Planung und Finanzierung zuständige internationale „Board of Advisers“ und war als Berater der ägyptischen Regierung tätig.

## Leben
Friedrich Bassler hatte alemannisch-schweizerischen Vorfahren väterlicherseits und mütterlicherseits stammt seine Familie aus der Neumark (heute polnisch). Sein Vater, Fritz Bassler, war Mitarbeiter bei der örtlichen Zeitung, die Mutter Elisabeth Bassler war Hausfrau.
Ab 1927 studierte er an der Technischen Hochschule Karlsruhe zwei Semester Elektrotechnik, dann Bauingenieurwesen. Nach dem Examen 1932 war er wissenschaftlicher Assistent. Die folgende Referendarzeit schloss er 1936 mit der Ernennung zum Regierungsbaumeister ab. Nach seiner Einberufung zum Wehrdienst in der Luftwaffe kam er 1941 und 1942 als Offizier unter Rommel in die Libysche Wüste und zur Qattara-Senke.
Nach Kriegsverletzung und amerikanischer Gefangenschaft traf er 1947 wieder in Karlsruhe ein, gründete dort ein Ingenieurbüro und trat ein Jahr später als Ingenieur in die Dienste der Schluchseewerk AG in Freiburg ein. 12 Jahre lang leitete er Projektierungs- und Bauüberwachungsarbeiten im Kraftwerks- und Stollenbau dieses Wasserenergie-Unternehmens, zunächst als Prokurist- und dann als Baudirektor. Außerdem nahm er zwischenzeitlich die Aufgabe des Betriebsdirektors dieses dreistufigen Speicherkraftwerks im Schwarzwald wahr. In diese Freiburger Zeit fiel seine Heirat mit Janine Hoffmann (1951), die Geburt seines Sohnes Michael (1952) und die Geburt seiner Tochter Sibylle (1957).

### Akademische Laufbahn
Eine wasserwirtschaftliche Erkundungsexpedition führte ihn nach Liberia. 1956 promovierte er an der Technischen Universität Berlin über das Thema „Gesichtspunkte bei der Wahl einer Talsperren-Bauart“.
1961 wurde er als Professor an die Technische Hochschule Darmstadt berufen, an dem damals neu gegründeten Lehrstuhl wurde er Direktor des Instituts für Wasserbau und Wasserwirtschaft. Im Jahre 1966 gründete er die Fachzeitschrift „Darmstädter Wasserbau-Mitteilungen“. Außerdem oblag ihm von 1967 bis 1971 das Amt des Vorsitzenden der Planungskommission, der er über sechs Jahre angehörte.
Neben seinen Aktivitäten im Bereich der Hochschule und seinen zahlreichen Veröffentlichungen und Gutachten übernahm er mehrere Ämter in Institutionen aus Forschung und Wirtschaft – so in der Deutschen Forschungsgemeinschaft. Gastprofessuren führten ihn unter anderem nach Berlin, Madras / Indien, Alexandria und Kairo/Ägypten. Auf dem Sektor Projektforschung fand er neben wasserwirtschaftlichen Gutachten und Modellversuchen auch Eingang in technische und wasserwirtschaftliche Planungen wasserreicher und wasserarmer Länder wie Peru, Argentinien, Ecuador, Indien, Saudi-Arabien und Ägypten. Für die OECD und die EG fertigte er Studien über die Vorräte und den künftigen Bedarf an Wasser.
1977 wurde er emeritiert. Danach war er noch als Gutachter tätig.

## Qattara-Senke-Projekt
Seit 1964 engagierte er sich für das „Qattara-Projekt“ in Ägypten. Durch Einleiten von Mittelmeerwasser in eine Senke bei El Alamein sollte mit Hilfe eines gigantischen Kraftwerks mehr Strom erzeugt werden, als durch den Assuan-Damm.
Bassler leitete das für Planung und Finanzierung zuständige internationale „Board of Advisers“ und war seit 1975 als Berater der ägyptischen Regierung tätig.
Beauftragt war er vom Bonner Bundeswirtschaftsministerium im Rahmen der technischen Entwicklungshilfe. Sein Auftrag bestand zunächst darin, eine erste grundlegende Projektstudie zu verfassen.
Bassler blieb der Motor, der das Qattara-Projekt über fast ein Jahrzehnt am Laufen hielt. Die erste „Bassler-Studie“ von 1973 bildete die Grundlage für die endgültige Projektstudie, die so genannte „Feasibility-Study“, mit der im September 1975 eine deutsche Firmengruppe von der ägyptischen Regierung beauftragt wurde.
Die Projektidee war: Mittelmeerwasser sollte durch einen Kanal oder Tunnel in die unter Meeresspiegelhöhe liegende Qattara-Senke eingelassen werden. Das Gefälle sollte durch Turbinen zur Elektrizitätsgewinnung genutzt werden und das Wasser unter der extremen Sonnenbestrahlung in der abflusslosen Senke verdunsten.
Mitte der 1970er Jahre war ein etwa achtzigköpfiges Team von zumeist deutschen Wissenschaftlern und Technikern mit der Planung des Projektes befasst: Das erste hydro-solare Depressionskraftwerk der Welt, das Qattara-Senke-Projekt. Benannt war es nach einer rund 15.000 Quadratkilometer großen Senke in der Westlichen Wüste, (eine Fläche, die der Größe des Landes Hessen entspricht) deren tiefster Punkt 130 Meter unter dem Meeresspiegel liegt und deren kürzeste Entfernung zum Mittelmeer knapp 80 Kilometer beträgt.
Ein Kanal von 60 Meter Tiefe sollte die Verbindung zwischen Mittelmeer und Senkenrand auf der kürzesten Strecke herstellen. Dieser Kanal sollte Wasserzufuhr und Wasserweg in einem sein, mit Fischereigebiet und Hafen an der Einmündung zur Senke. Bis auf eine Höhe von 60 Meter unter dem Meeresspiegel sollte die Senke aufgefüllt werden. Dazu war eine Füllzeit von zehn Jahren veranschlagt worden. Nach diesem Zeitpunkt sollte nur so viel Wasser in die abflusslose Senke eingeleitet werden wie aus ihr verdunstet.
Mit dem Einströmen des Mittelmeerwassers in die Senke hätte der Kreislauf der hydro-solaren Energiegewinnung beginnen sollen: Im Füllzeitraum sollte das Kraftwerk Qattara 1 rund 670 Megawatt produzieren; in der zweiten Phase sollte es eine Kapazität von 1.200 Megawatt erreichen und schließlich, zusammen mit einem Pumpspeicherwerk, das als Kraftwerk Qattara 2 geplant war, in der Endstufe eine Gesamtkapazität von 6.800 Megawatt haben. Der künstliche See der Qattara-Senke wäre 12.000 Quadratkilometer groß gewesen, 23 Mal so groß wie der Bodensee.
Kernproblem der gesamten Projektentwicklung war, wie Wasser der Senke zugeleitet werden sollte. Berechnungen ergaben, dass das Ausbaggern eines Kanals oder das Auffahren von Stollen zu teuer wäre, ein Projekt also ohne wirtschaftlichen Nutzen. Bassler entschloss sich, eine bisher in diesem Umfange noch nicht angewendete Technologie ins Auge zu fassen: die Sprengung eines Kanals mit nuklearem Explosionsstoff. 213 Bohrlöcher sollten mit nuklearen Sprengladungen von je einer bis 1,5 Megatonnen Sprengwirkung gefüllt werden; jede dieser Ladungen hätte die fünfzigfache Sprengwirkung der Atombombe von Hiroshima gehabt.
Evakuierungspläne sprachen damals von mindestens 25.000 Menschen, die umgesiedelt werden mussten. Ein weiteres Problem war der nur 450 km vom Sprenggebiet entfernte tektonisch instabile Rote-Meer-Grabenbruch, auf den die Druckwellen der Sprengungen nicht ohne Auswirkungen geblieben wären. Auch eine Versalzung oder sogar Verseuchung des (süßen) Grundwassers war zu befürchten. Süßwasser verläuft unterhalb der Qattara-Senke in verschiedenen Strömungsrichtungen und bildet die Lebensader der Oasen im gesamten Raum.
Auch bestand die Gefahr neu auftretender Strömungen im Mittelmeer, mit Erosionswirkungen selbst an entfernten Küsten – zu alledem hätten vor Baubeginn auch noch die alten Bomben und Minen aus dem Zweiten Weltkrieg beseitigt werden müssen. Diese Gründe bewogen die Beteiligten das Projekt aufzugeben, zumal auch die Atombomben-Idee längst aus ökologischen Erwägungen fallen gelassen worden war.

## Werke
- Die Energiequellen Fluss- und Meerwasser. Institut für Wasserbau und Wasserwirtschaft der Technischen Hochschule Darmstadt, 1977
- „Wasserbaumitteilungen der TH Darmstadt“ 1966–1979